# Dietrich Nitzsche

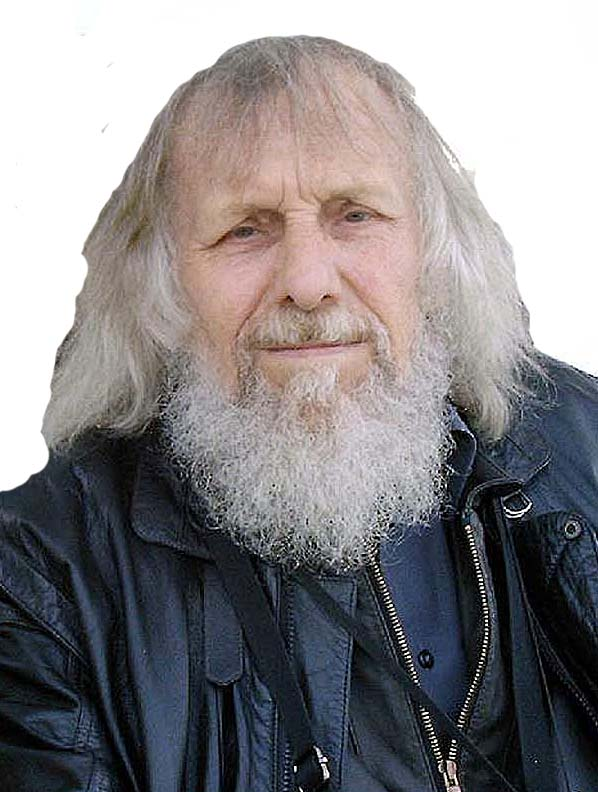
Dietrich Nitzsche (2008)

Dietrich Nitzsche (* 21. Januar 1934 in Bergen/Vogtl; † 2. Dezember 2018 in Dresden) war ein deutscher Bildhauer, der zum Konstruktivismus gerechnet wird.

## Leben

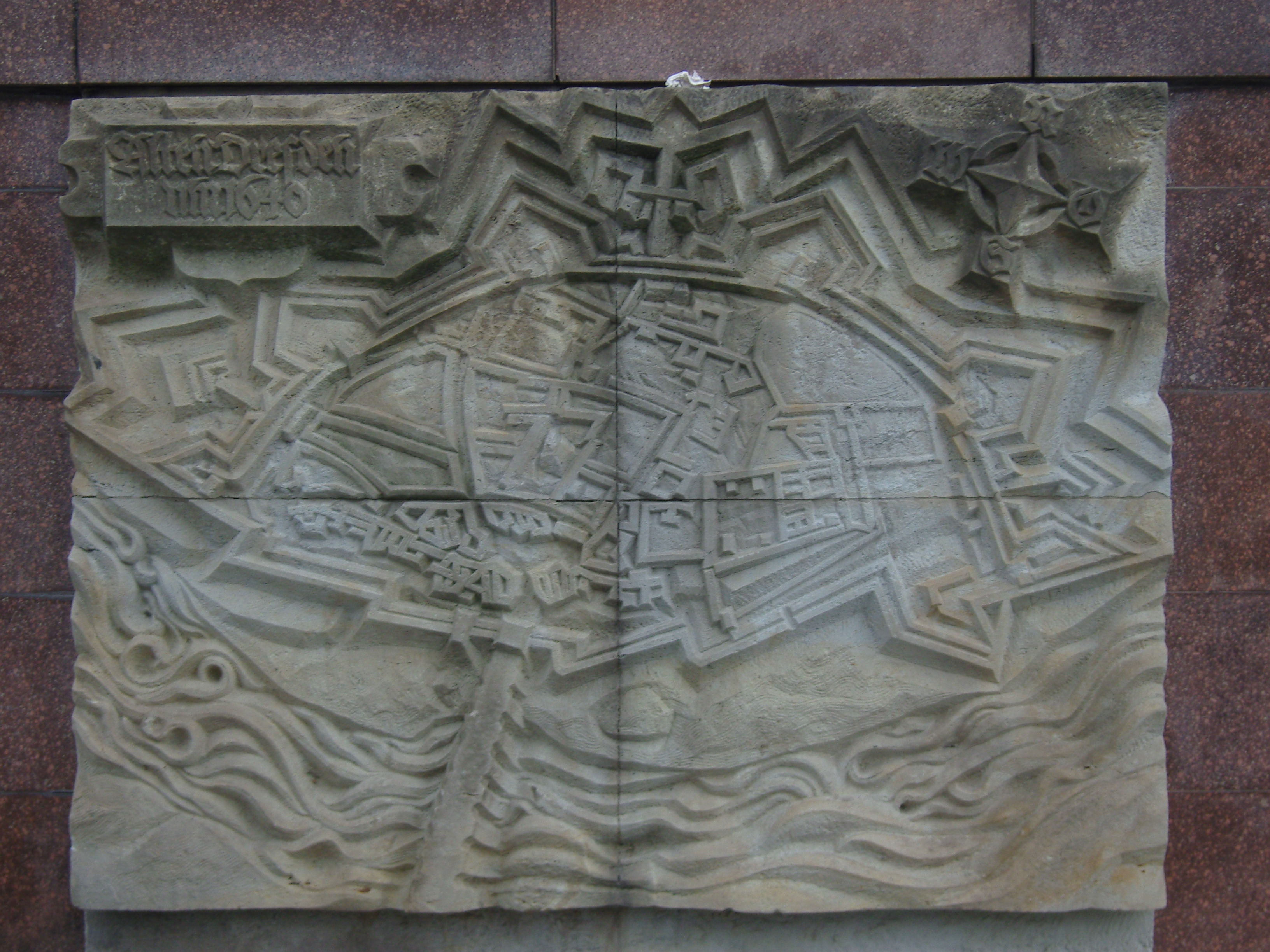
Relief Altendresden am Fußgängertunnel zum Neustädter Markt in Dresden

Nach der handwerklichen Bildhauerlehre von 1948 bis 1951 studierte Nitzsche von 1952 bis 1957 an der Hochschule für Bildende Künste Dresden (HfBK) bei Walter Arnold, Hans Steger und Gerd Jaeger Bildhauerei. Von 1957 bis 1959 arbeitete er freischaffend. Ab 1959 war er im Dresdner DEFA-Studio für Trickfilme als Gestalter mit künstlerischen Arbeiten für den Animationsfilm tätig. Experimentelle künstlerische Arbeiten und erste Arbeiten im öffentlichen Raum wurden ebenfalls geschaffen. Etwa 1979 kam es zur Herausbildung des eigenen künstlerischen Weges. Nitzsche erhielt 1980 einen Lehrauftrag an der HfBK Dresden, Abteilung Abendschule, und wurde 1981 Assistent für Bildhauerei. Er war Mitglied des Verbands Bildender Künstler der DDR. Seine erste große Einzelausstellung hatte er 1989 in der Galerie der HfBK.
Im Jahr 1992 wurde er zum Professor für Bildhauerei an der HfBK Dresden berufen und mit der Leitung einer Grundklasse beauftragt. Daneben führte er die freie künstlerische Arbeit fort, 1994 beschäftigte er sich auch mit Mappenwerken und Zeichnungen. Aus Altersgründen beendete er 1999 die künstlerische Lehrtätigkeit und führte die freie künstlerische Arbeit, Beschickungen von Ausstellungen und Auftrags- bzw. Wettbewerbsbeteiligungen weiter. Nitzsche lebte bis zu seinem Tod in Dresden.
Werke von Nitzsche befinden sich in Museen und Sammlungen, im öffentlichen Raum sowie in Privatbesitz im In- und Ausland. Studienreisen führten ihn an folgende Orte:
- 1984 Studienaufenthalt mit Studenten an der Kunstakademie Leningrad
- 1984 Reisen nach Nowgorod, Moskau, Sagorsk
- 1993 Paris
- 1993 Kanarische Inseln
- 1994 London
- 1998 Montevideo, Südamerika

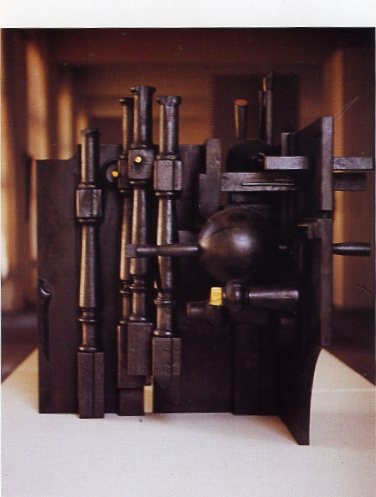
Komposition im Winkel, Holz
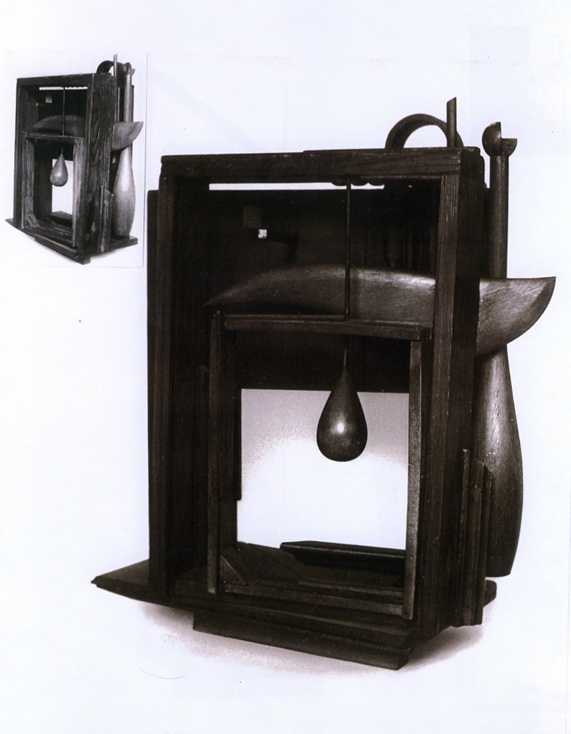
Der Tropfen, Holz
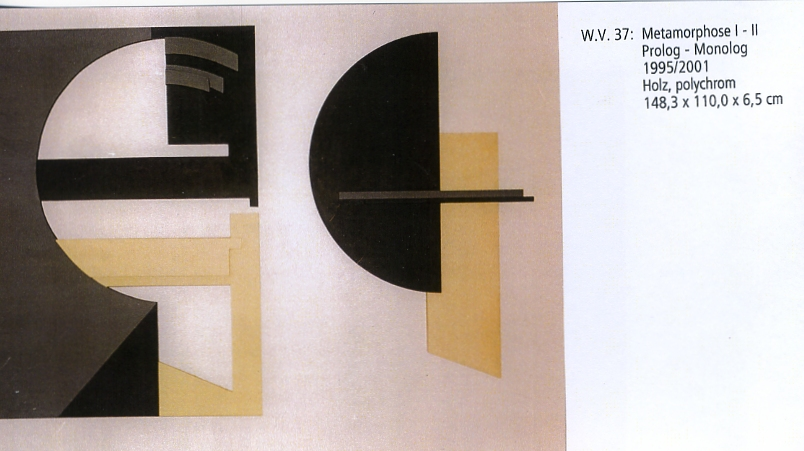
Metamorphose I-II, Holz, polychrom

## Ehrungen
Nitzsche erhielt 1990 den Martin-Andersen-Nexö-Kunstpreis der Stadt Dresden.

## Ausstellungen

### Personalausstellungen
- 1980 Dresden, Kunstausstellung Kühl
- 1981 Magdeburg, Galerie Himmelreich
- 1984 Dresden, Galerie Kunst der Zeit
- 1985 Dresden, Galerie Mitte („Lebenslinien Frank Panse, Elly Reichel, Inge Thiess-Böttner, Dietrich Nitzsche“)
- 1988 Leipzig, Galerie Theaterpassage
- 1989 Dresden, Galerie der Hochschule für Bildende Künste
- 1990 Cottbus, Galerie Carl Blechen
- 1992 Dresden, Kunstausstellung Kühl
- 1996 Nossen-Altzella, Galerie der Batuz-Foundation Dresden, Galerie am Damm
- 1998 Montevideo, Galerie Teatro del Centro
- 2001 Dresden, Galerie Kunst Raum Saite
- 2004 Dresden, Galerie Kühl
- 2009 Dresden, Galerie am Blauen Wunder
- 2012 Pirna, Galerie am Plan[1][2]

### Ausstellungsbeteiligungen
- 1979 und 1985: Dresden, Bezirkskunstausstellungen
- 1982/1983 und 1987/1988: Dresden, IX. und X. Kunstausstellung der DDR
- 1985: Dresden, Albertinum („Bekenntnis und Verpflichtung“)
- 1987: Dresden, Galerie Rähnitzgasse („Wirklichkeit und Bildhauerzeichnung“)